# Henri Callot
Pour les articles homonymes, voir Callot.
Eugène Henri Callot, né le 20 décembre 1875 à La Rochelle, et mort le 22 décembre 1956 à Paris 14e, est un peintre et escrimeur français.

## Biographie
Membre d'une vieille famille rochellaise, Henri Callot est le fils d'Ernest Callot (de) (1840-1912), directeur d'une compagnie d'assurance et membre fondateur du Comité international olympique. Il est aussi l'arrière-petit-fils de Pierre Simon Callot, maire de La Rochelle entre 1830 et 1834, et petit-fils d'Eugène Dor, maire entre 1879 et 1883. Son frère aîné Maurice (1873-1910), lieutenant de vaisseau, commandant du sous-marin Pluviôse, disparait tragiquement en mer à son bord au large de Calais lors d'un exercice de plongée. Son frère cadet Tony (1880-1925), ingénieur civil des mines est directeur de la Société Maritime Nationale. Il se marie en 1934 avec Joséphine Vincent.
En 1896, il se rend à Athènes à bord du paquebot Sénégal dans le but de participer aux épreuves de fleuret des premiers Jeux olympiques de l'ère moderne. Il obtient la médaille d'argent, battu par son compatriote Eugène-Henri Gravelotte, après être sorti de son groupe invaincu face aux escrimeurs grecs.
Élève de Jules Lefebvre et de Robert-Fleury, il expose au Salon des artistes français dont il est sociétaire à partir de 1898 et y obtient une médaille d'or en 1920, année où il passe en hors-concours. En 1929, il expose les toiles La vague et Port Joinville, les voiles qui sont remarquées. Ses tableaux représentent principalement des paysages de Bretagne, des ports, des rivières, des bateaux de pêche…
Chevalier de la Légion d'honneur et Croix de guerre 1914-1918, il meurt en 1956 à Paris. Il résidait alors rue de Lévis dans le 17e arrondissement.